# La Plage de Trouville
La Plage de Trouville ( ou La Plage à Trouville) est un tableau de Claude Monet réalisé en plein air en 1870. Il est dans les collections de la National Gallery.

## Contexte
Claude Monet fait un séjour à Trouville durant l'été 1870. Il y travaille en plein air et s'attache à saisir les aspects mondains des lieux. Figurent sa femme Camille à gauche et, possiblement, l'épouse d'Eugène Boudin à droite. La chaussure accrochée au dossier de la chaise peut appartenir à Jean, le fils de Camille et du peintre.

## Style
Cette pochade est une des plus représentatives de sa manière de travailler sur le vif. Les analyses de la surface révèlent que des grains de sable y sont incrustés. Monet utilise une palette limitée au jaune, bleu, noir et gris. Traité très sommairement, l'arrière-plan fait toutefois apparaître un drapeau déployé faisant imaginer que la journée ensoleillée, mise en évidence par les ombrelles déployées et les ombres qu'elles forment, est aussi marquée par la force du vent.

## Parcours de l'œuvre
Après avoir intégré des collections privées, le tableau est acquis par la fondation Courtaulds pour doter la Tate gallery en 1924. Il est ensuite transféré à la National Gallery à Londres.
Il porte quelquefois le titre de La Plage à Trouville.